# Eanfled
Eanfled (626 – c. 685) was de dochter van koning Edwin van Northumbria en Æthelburga.
Na de dood van haar vader in 633 vluchtte ze met haar moeder en de bisschop van York naar Kent. Daar werd ze deels grootgebracht aan het hof van haar oom Edbald en deels in het klooster van Lyming.
In 642 huwde Eanfled met Oswiu, koning van Bernicia. Nadat haar man in 651 zijn rivaal Oswin, tevens neef van Eanfled, in Gilling liet vermoorden, overtuigde ze hem om er een klooster te laten bouwen. Eanfled stond bekend om haar vroomheid en was de beschermvrouwe van Sint Wilfrid
Ze trok zich na de dood van Oswiu als non terug in de abdij van Whitby, waar ze samen met haar dochter abdis was tot haar dood.